# Castanhal
Castanhal est une ville brésilienne, dans l'État du Pará, de plus de 154 000 habitants.

## Maires
| Période | Période | Identité    | Étiquette | Qualité |
| ------- | ------- | ----------- | --------- | ------- |
| 2009    | 2012    | Hélio Leite | PR        |         |

## Personnalités
- Jaloo (1987-), auteur-compositeur-interprète, DJ et réalisateur artistique, est né à Castanhal.